# 제주목 관아
제주목 관아(濟州牧 官衙)는 조선 시대 제주목에 파견된 지방관인 제주목사(濟州牧使)가 업무를 보던 관청 건물이다. 현재의 행정구역명은 제주특별자치도 제주시 삼도2동 43-3이다.
일제강점기 때 흔적도 없이 사라졌던 제주목 관아는 1991년부터 1998년까지 이루어진 4차례에 걸친 발굴조사를 통해 과거 탐라(耽羅) 시대부터 조선 시대까지에 이르는 여러 문화층과 함께 관아의 주요시설인 동헌 내아 등의 건물터와 유구가 확인되어 1993년 3월 31일 대한민국의 사적 제380호로 지정되었다. 복원되는 과정에서 제주시민들이 5만여 장의 기와를 기증해 힘을 보탰다. 절제사가 사무를 보던 홍화각과 풍류를 즐기던 귤림당, 군관들이 근무하던 영주협당 등의 건물이 위치해 있다.

## 같이 보기
- 관덕정
- 성주청